# MC Fernandes
MC Fernandes, nome artístico de Marcus Cesar Fernandes, é um diretor de cinema e televisão brasileiro.
MC Fernandes traz na bagagem prêmios nacionais e internacionais como produtor e diretor de projetos para cinema e televisão.[carece de fontes?] 
Iniciou sua carreira como desenhista de histórias em quadrinhos para o estúdio Maurício de Sousa e logo enveredou pelo mundo da moda se tornando estilista de marcas como Fiorucci, Zoomp entre outras.  
Seu primeiro trabalho como diretor foi no curta-metragem “A Hard day’s night” em Nova Iorque. Devido ao sucesso do filme, MC Fernandes se tornou um dos pioneiros na produção e direção de vídeo clipes e promos para a MTV Brasil na época do lançamento da emissora[carece de fontes?]. Incluindo seus principais trabalhos, MC foi diretor de criação da TV Bandeirantes, participou da implantação da produção local do Disney Channel /Zaping Zone e do Nickelodeon/Patrulha Nick/Meus Prêmios Nick no Brasil, criou vários programas e shows[carece de fontes?] além de ter uma série de comerciais na TV premiados internacionalmente[carece de fontes?] . 
Depois de passar uma temporada em Nova York, onde também fez trabalhos em televisão para a PBS, ele foi contratado pela produtora de comerciais publicitários brasileira Republica Filmes em 2006. Em 2007 ele entrou para a equipe da Maria Bonita Coisas como diretor de TV e cinema, e já trabalha em novos projetos pela produtora, incluindo sitcoms, reality shows, DVDs musicais e a peça de teatro “Gênio da Mídia”.
Atualmente faz parte do coletivo "Irmãos de Criação" envolvido com multiplos projetos para cinema e TV, seriados, game shows, reality shows e brand entertainment.